# کوسیه
کوسیه (به فرانسوی: Cusset) یک کمون در فرانسه است که در آلیه واقع شده‌است. کوسیه ۳۱٫۹۳ کیلومتر مربع مساحت دارد و ۳۱۰ متر بالاتر از سطح دریا واقع شده‌است.

## خواهرخوانده
شهرهای ایو (رومانی)، نویزس و آلیه خواهرخوانده‌های کوسیه هستند.